# Grotto Camping Ground South Comfort Station
La Grotto Camping Ground South Comfort Station est un bâtiment abritant des toilettes publiques dans le comté de Washington, dans l'Utah, aux États-Unis. Situé au sein du parc national de Zion, cet édicule construit en 1925 dans le style rustique du National Park Service est lui-même inscrit au Registre national des lieux historiques depuis le 14 février 1987.